# Cupila multifossa
Cupila multifossa är en skalbaggsart som beskrevs av Albert A. Grigarick och Schuster 1968. Cupila multifossa ingår i släktet Cupila och familjen kortvingar. Inga underarter finns listade i Catalogue of Life.